# Alessandro Puttinati
Alessandro Puttinati (auch Putinati; * 26. Januar 1801 in Verona; † 1. Juli 1872 in Mailand) war ein italienischer Bildhauer.

## Leben
Der Sohn des Medailleurs und Bildhauers Francesco Puttinati studierte an der Accademia di Belle Arti di Brera in Mailand und anschließend bei Bertel Thorvaldsen in Rom. Von 1824 bis 1832 war er für den Mailänder Dom tätig und schuf sieben Statuen.
Puttinati schuf religiöse und weltliche Statuen, Denkmäler sowie Schreibtisch- und Kaminfigürchen berühmter Zeitgenossen. Er zeigte seine Arbeiten in zahlreichen Ausstellungen, unter anderem bei der Ausstellung des Österreichischen Kunstvereins in Wien 1863.

## Werke

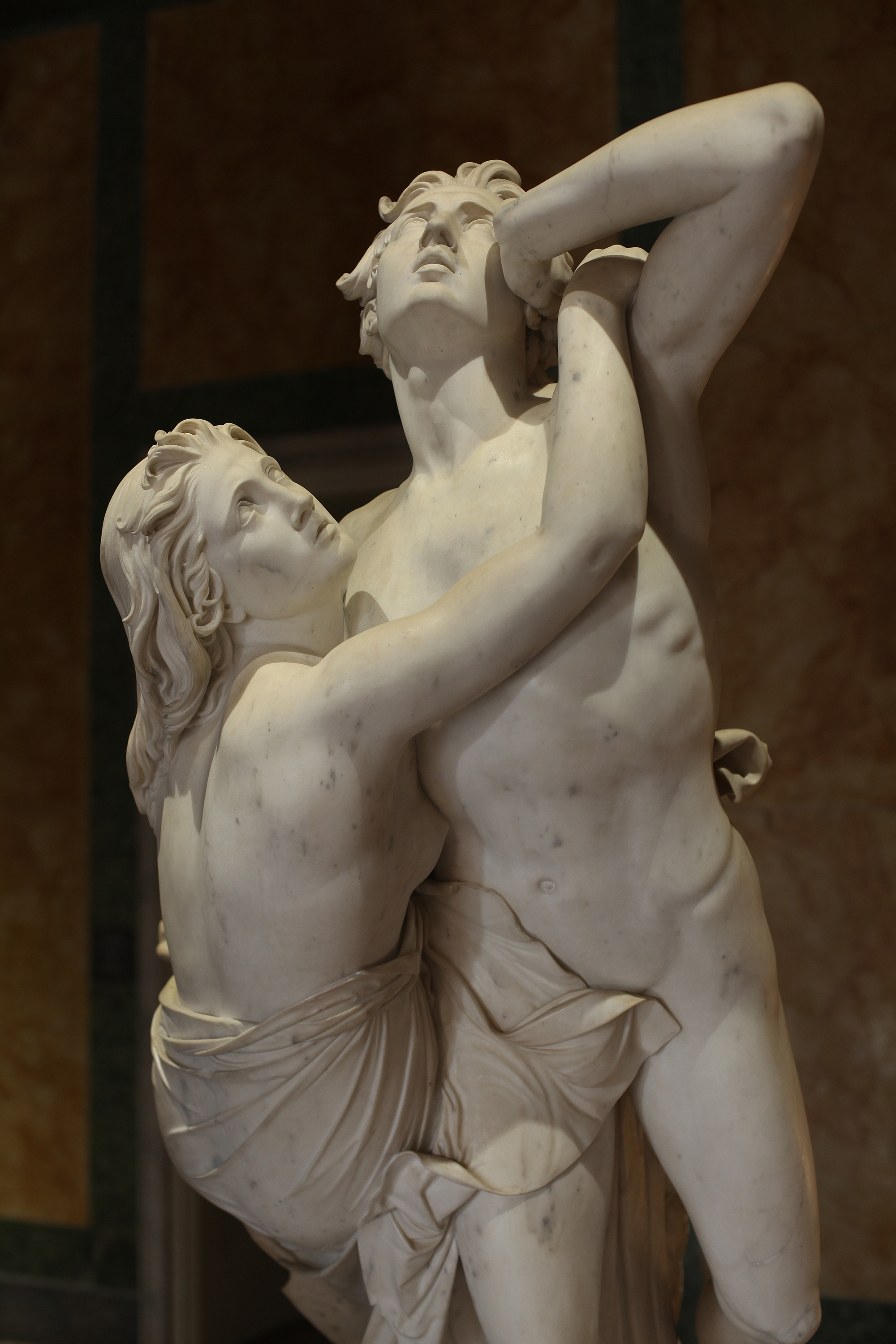
Paolo e Francesca (1863)

- sieben Statuen für den Mailänder Dom, 1824–1831
- Marmorstatuen der Heiligen Ambrosius und Karl Borromäus, San Simpliciano, Mailand, 1841
- Amor auf dem Nautilus, 1857
- Die Betrachtung, Marmorstatue, 1858
- Traurigkeit, Marmorstatue, 1858
- Die Liebe der Engel, Marmorgruppe nach dem Gedicht von Thomas Moore, 1858
- Denkmal für Carlo Porta in den Giardini Pubblici, Mailand, 1862 (zerstört)
- Paolo e Francesca, Galleria d’Arte Moderna, Mailand, 1863
- Denkmal für Giuseppe Garibaldi in Luino, 1867